# Southport, Connecticut
Southport är en ort i Fairfield County i delstaten Connecticut, USA.